# Parco faunistico "La Torbiera"
Il parco faunistico La Torbiera è un'area naturale protetta che comprende un'area aperta al pubblico e una zona protetta per la salvaguardia della fauna selvatica; è stato istituito ad Agrate Conturbia (NO) nel 1977, allo scopo di preservare e studiare alcune specie animali in pericolo di estinzione.

## Ambiente
Il parco, che copre un'area di 40 ettari, è situato in una zona di confine fra Pianura Padana e Prealpi, caratterizzata da un clima mite e sempre umido, e ricca di numerosi laghetti. Si tratta pertanto di un ambiente molto favorevole allo sviluppo di torbiere, che nascono dall'accumulo progressivo delle parti morte di vegetali sul fondo dei laghi. Nel terreno bagnato la carenza di ossigeno impedisce i processi di ossidazione e la completa decomposizione delle piante. I resti vegetali si trasformano quindi solo parzialmente, diventando torba, e si raccolgono sul fondo, facendo progressivamente diminuire la profondità del bacino. In tal modo le piante della riva si possono spingere verso l'interno, riducendo, fino alla sua scomparsa, la superficie dello specchio d'acqua.
Sono presenti circa 400 esemplari relativi a 130 specie faunistiche, prevalentemente della regione paleoartica.

## Galleria d'immagini

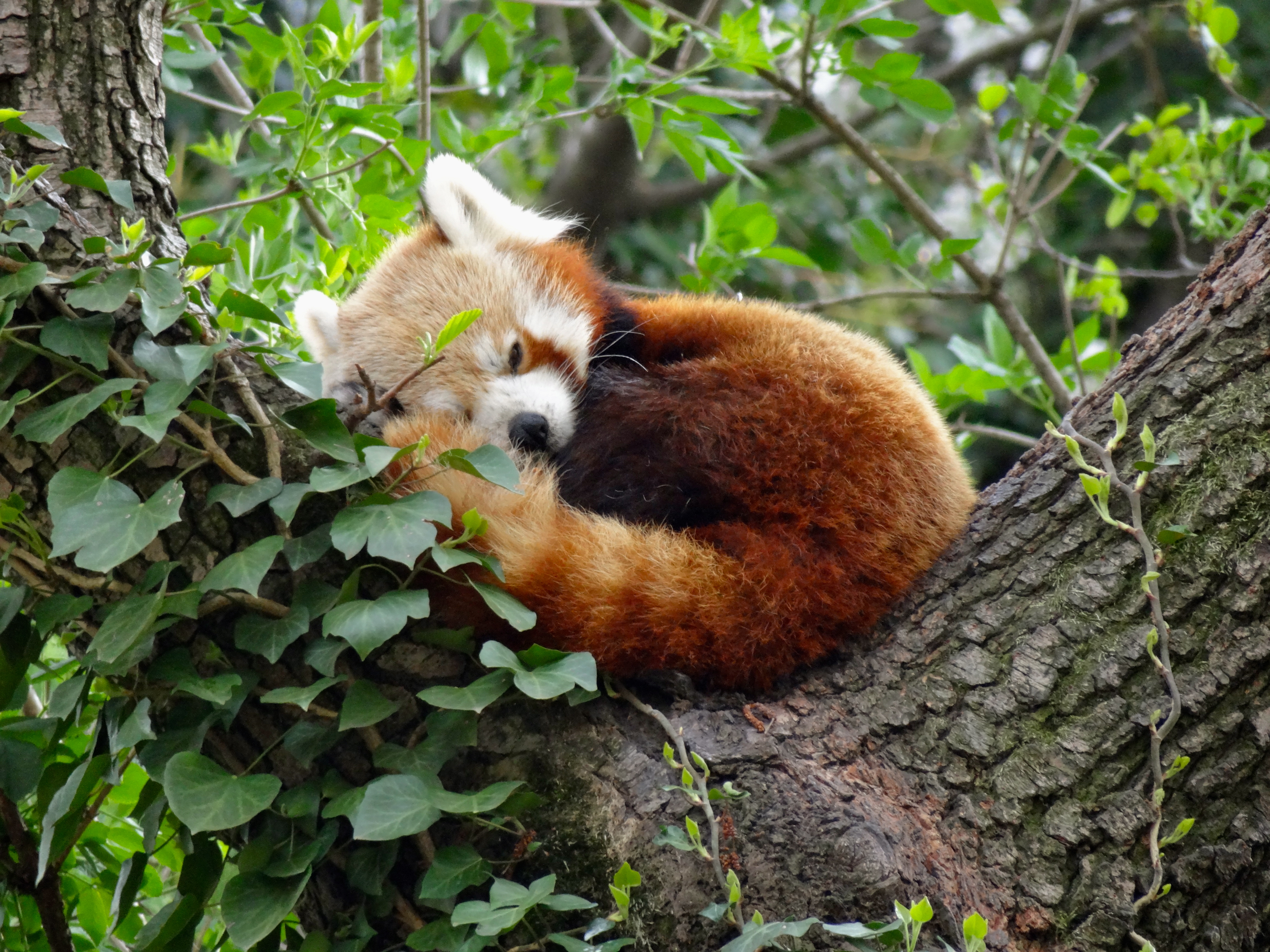
Panda minore
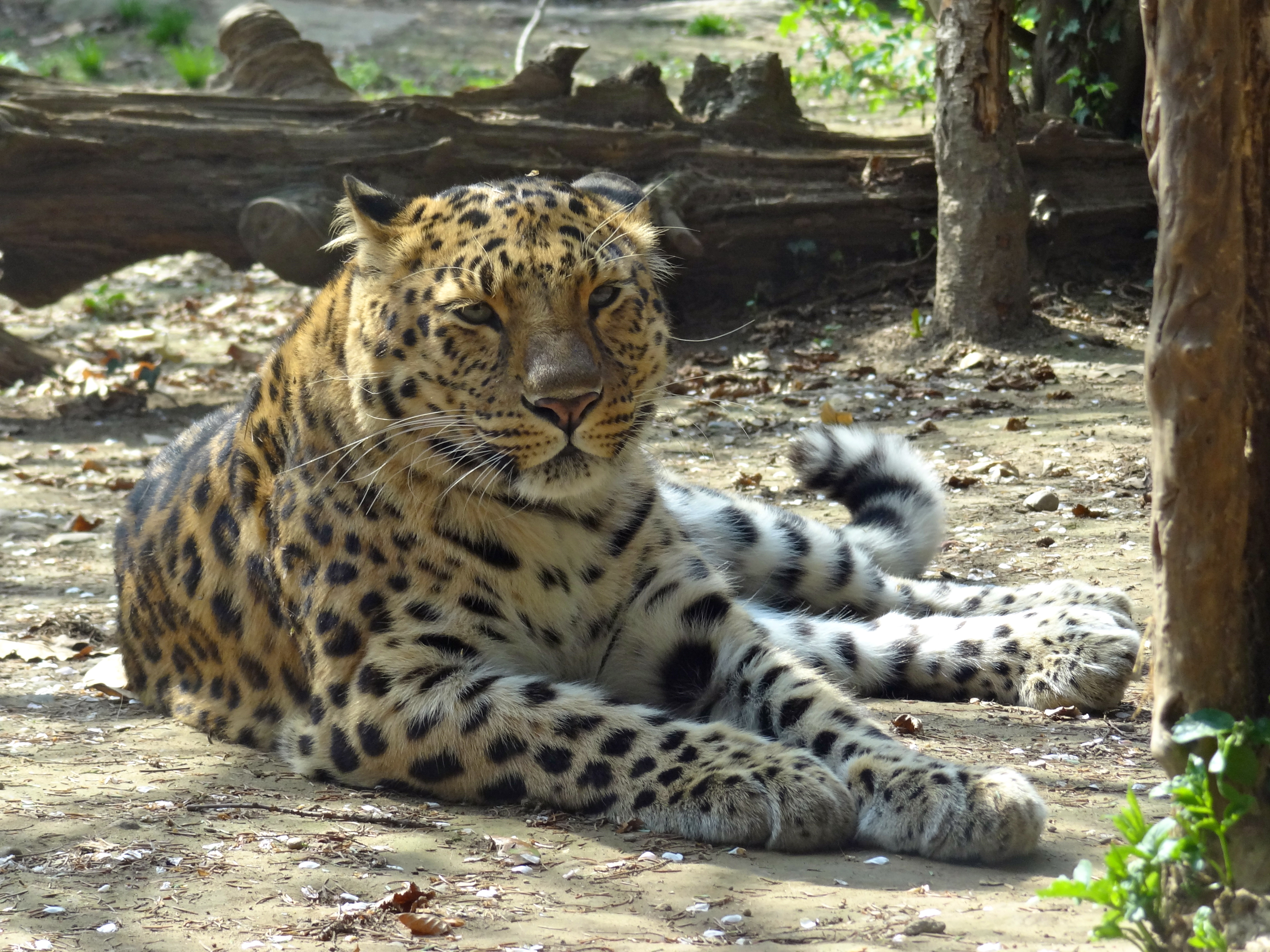
Leopardo dell'Amur
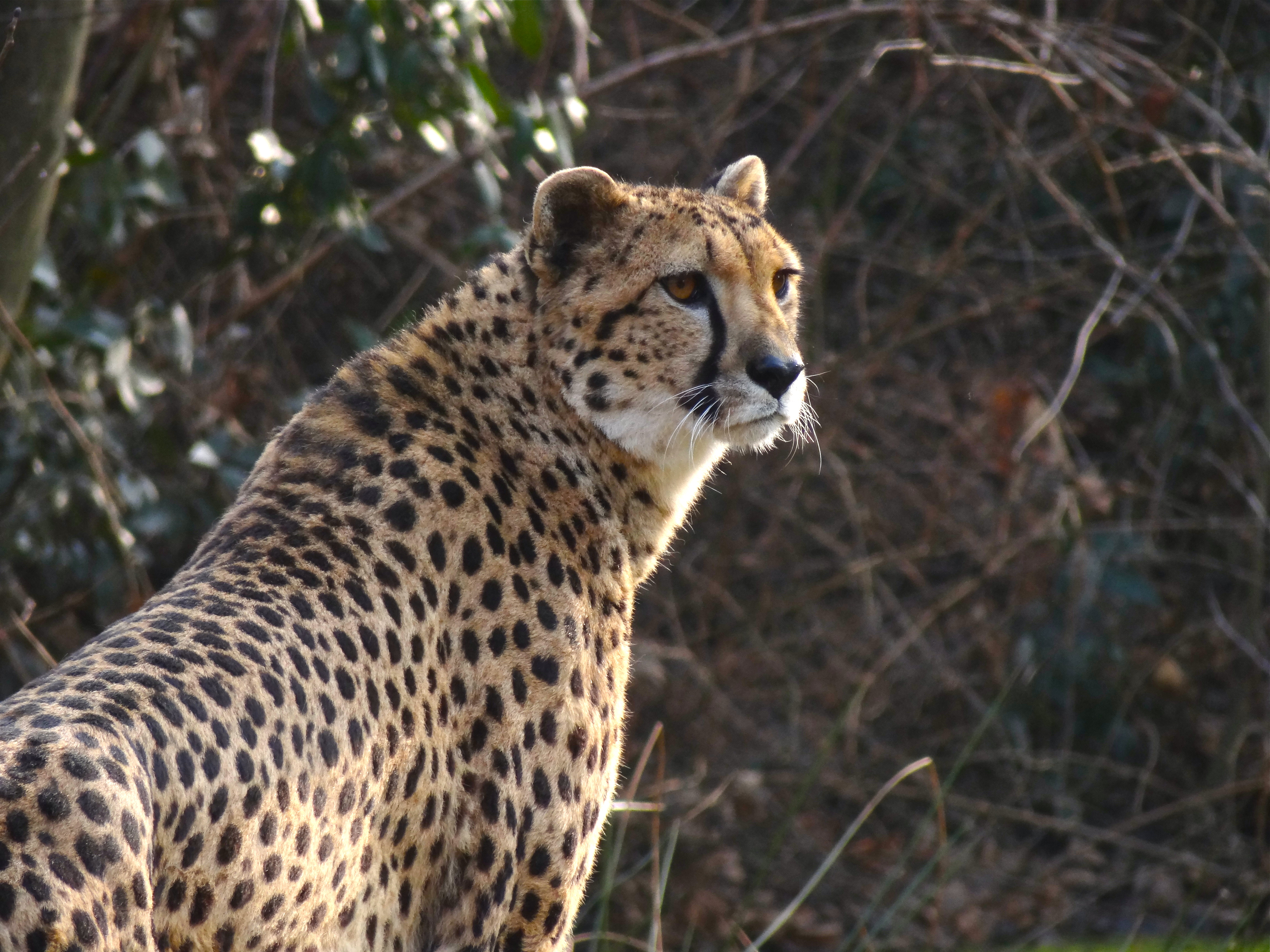
Ghepardo sudafricano
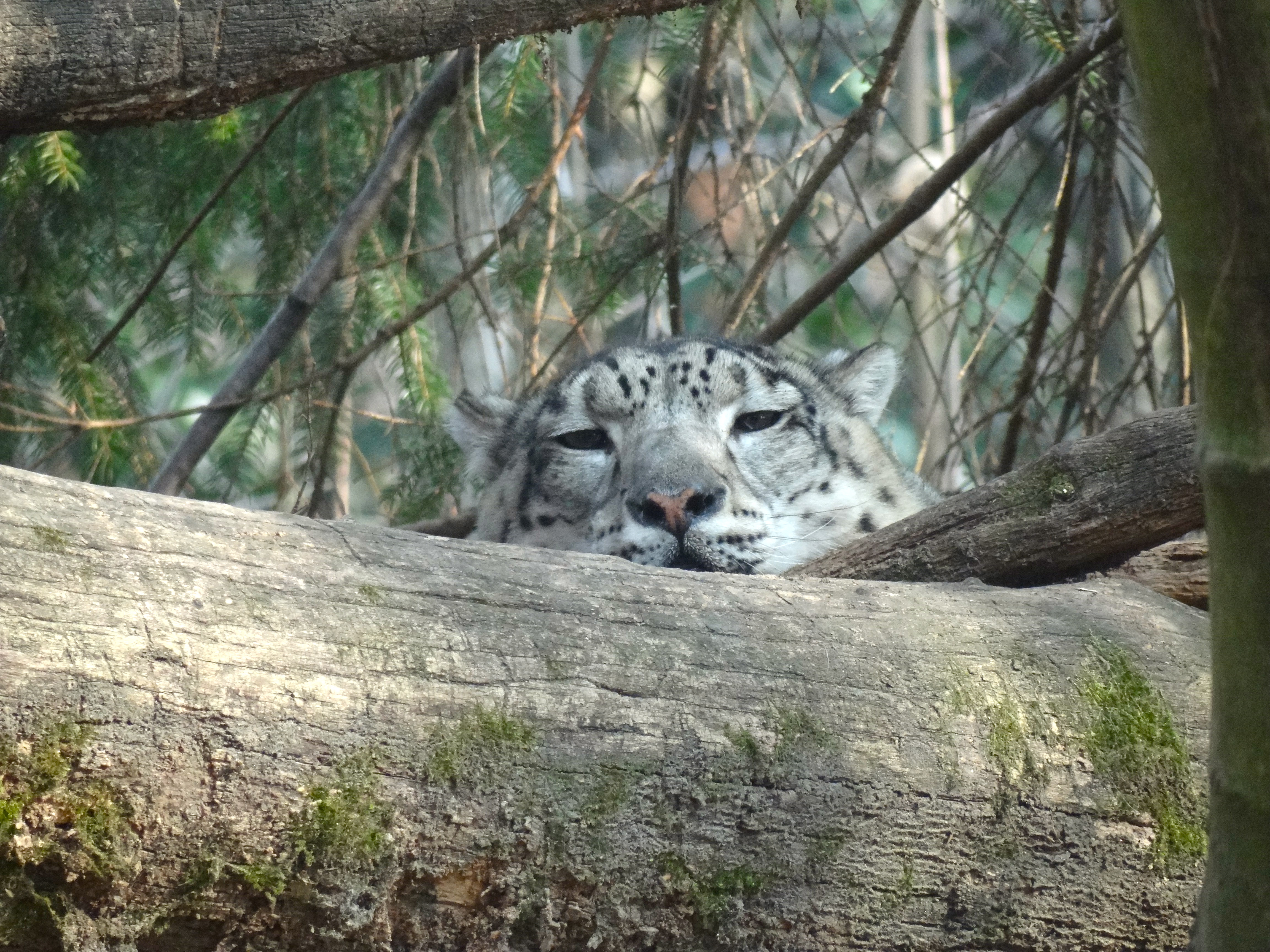
Leopardo delle nevi